# Рабаданов, Магомедэмин Магомедрасулович
Магомедэмин Магомедрасулович Рабаданов (род. 5 февраля 2002, Сергокала, Дагестан) — российский футболист, нападающий.

## Клубная карьера
Воспитанник академии московского «Спартака». Летом 2019 года перешёл в «Уфу», где начал выступать за молодёжную команду. 5 сентября дебютировал в составе «Уфы-2» в первенстве ПФЛ, выйдя на замену на 78-й минуте матча с клубом «Лада-Тольятти». 21 сентября в игре с ульяновской «Волгой» на 87-й минуте забил первый гол в карьере, установив окончательный счёт 3:4.
В июле 2020 года впервые попал в заявку «Уфы» на матч чемпионата России с московским «Динамо». 22 июля провёл первую игру в составе главной команды. Во встрече с тульским «Арсеналом» Рабаданов на 87-й минуте заменил Гамида Агаларова.
В июле 2021 года подписал контракт с клубом «Красава». Дебютировал за клуб 14 июля 2021 года в Кубке России против клуба «Металлург-Видное», где забил свой дебютный гол. В ФНЛ-2 за клуб дебютировал 18 июля 2021 года против «Твери». Первый гол в чемпионате забил 19 октября 2021 года против «Звезды».

## Карьера в сборных
Весной 2017 году в составе юношескую сборную России (до 15 лет) принимал участие в международном товарищеском турнире «Делле Национи», на котором провёл 5 игр.

## Достижения
«Елимай»
- Победитель Первой лиги Казахстана: 2023

## Статистика выступлений
| Выступление      | Выступление      | Выступление      | Лига | Лига | Кубки | Кубки | Конт. кубки | Конт. кубки | Итого | Итого |
| Клуб             | Лига             | Сезон            | Игры | Голы | Игры  | Голы  | Игры        | Голы        | Игры  | Голы  |
| ---------------- | ---------------- | ---------------- | ---- | ---- | ----- | ----- | ----------- | ----------- | ----- | ----- |
| Уфа              | Премьер-лига     | 2019/20          | 1    | 0    | 0     | 0     | 0           | 0           | 1     | 0     |
| Уфа              | Итого            | Итого            | 1    | 0    | 0     | 0     | 0           | 0           | 1     | 0     |
| → Уфа-2          | ПФЛ              | 2019/20          | 4    | 1    | 0     | 0     | 0           | 0           | 4     | 1     |
| → Уфа-2          | Итого            | Итого            | 4    | 1    | 0     | 0     | 0           | 0           | 4     | 1     |
| Всего за карьеру | Всего за карьеру | Всего за карьеру | 5    | 1    | 0     | 0     | 0           | 0           | 5     | 1     |